# Julius Mebes
Julius Mebes (né en 1796 et mort le 13 octobre 1882) est un colonel prussien et auteur d'un traité en deux volumes sur l'histoire et l'armée prussienne.

## Biographie
En 1812, Mebes rejoint la compagnie de génie de forteresse de Brandebourg de l'armée prussienne. En 1813, il est promu sous-lieutenant dans la compagnie et la même année est employé comme ingénieur de terrain au large de Dantzig. L'année suivante, il est affecté au service des fortifications de Dantzig, Custrin et Colberg. En 1815, il devient adjudant du colonel Pullet (de), brigadier des forteresses de Poméranie et de Brandebourg. Mebes est promu premier lieutenant en 1816 et capitaine en 1817. Il devient ensuite officier du génie à Thorn en 1831 et retourne à Dantzig dans le même rôle en 1836. Il est promu major en 1838 et à partir de 1841, il commande le bataillon du génie de la Garde. En 1846, il devient inspecteur de la troisième inspection de forteresse et est promu lieutenant-colonel l'année suivante. Il termine sa carrière active en 1848 comme colonel.
Mebes reçoit la croix de fer de 2e classe et l'ordre de l'Aigle rouge de 4e classe, l'ordre de Sainte-Anne de 3e Classe et la croix de décoration de service.
Mebes bénéficie de la faveur particulière de l'empereur Guillaume Ier, qui lui offre un appartement dans une maison appartenant à la Couronne (Am Kupfergraben (de) 4a) et lui accorde l'entrée gratuite au théâtre royal. Après sa mort, l'antiquaire berlinois Max Mai possède une bibliothèque complète contenant de la littérature sur l'histoire de la guerre.

## Publications
- Julius Mebes, Beiträge zur Geschichte des brandenburgisch-preußischen Staates und Heeres. (= Beiträge zur Geschichte des brandenburgisch-preußischen Staates und Heeres. Volume 1) Lüderitz, Berlin, 1861.
- Julius Mebes, Beiträge zur Geschichte des brandenburgisch-preußischen Staates und Heeres. (= Beiträge zur Geschichte des brandenburgisch-preußischen Staates und Heeres. Volume 2) Selbstverlag, Berlin, 1867[6],[7].

Le maréchal Wrangel, par exemple, le remercie publiquement en 1867 pour son œuvre très appréciée.